# Je trouverai un moyen
Pour plus de détails, voir Fiche technique et Distribution.

Je trouverai un moyen (Titre original : I’ll Find a Way) est un court-métrage documentaire canadien réalisé par Beverly Shaffer (en) et sorti en 1977. 
Il a reçu l'Oscar du meilleur court métrage en prises de vues réelles en 1978.
Une suite à ce documentaire est sortie une suite en 1999 par la même réalisatrice, intitulée Just a Wedding, à propos de la préparation du mariage de la petite fille devenue grande.

## Synopsis
Le film raconte l'histoire d'une petite fille de neuf ans, Nadia DeFranco, atteinte d'une malformation de type spina bifida. Malgré son handicap, son rêve est d'aller à l'école comme les autres enfants.

## Fiche technique
- Titre original anglais : I’ll Find a Way
- Réalisation : Beverly Shaffer (en)
- Productrices : Beverly Shaffer et Yuki Yoshida
- Production :  Office national du film du Canada
- Lieu de tournage : Toronto
- Durée : 26 minutes

## Nominations et récompenses
- 1978 : Oscar du meilleur court métrage en prises de vues réelles[3]
- Nommé lors de la 32e cérémonie des British Academy Film Awards